# Curtis Kelly
Curtis Kelly (New York, 11 aprile 1988) è un ex cestista statunitense.